# Juankar
Ne doit pas être confondu avec Juan Carlos (football, 1945).
Juan Carlos Pérez López est un footballeur espagnol, né le 30 mars 1990 à Boadilla del Monte dans la Communauté de Madrid. Il évolue au poste d'arrière gauche.

## Biographie
Le 24 juin 2015, après des prêts à Saragosse et au Betis Séville, Braga le prête une nouvelle fois en Espagne, ce coup-ci au Málaga CF avec une option d'achat.

## Palmarès
Panathinaïkós
- Coupe de Grèce
- Vainqueur : en 2022.